# Wong Shun-leung
Wong Shun-leung ((chiń. 黃淳樑) ur. w 1935, zm. w 1997). Studiował Ving Tsun pod okiem Yip Mana i uważa się, że był głównym nauczycielem Bruce Lee. Brał udział w wielu walkach ulicznych z reprezentantami różnych stylów.